# Erdélyi-érchegység
Az Erdélyi-érchegység (románul Munții Metaliferi) az Erdélyi-középhegység délkeleti hegyvonulata. Legmagasabb csúcsa az 1437 méter magas Poienica-csúcs (Vârful Poienița).
Az Aranyos, a Maros és a Fehér-Körös folyómedrei által tagolt hegység Fehér és Hunyad megye területén található.
A hegységben található az úgynevezett „aranynégyszög”: a Verespatak, Aranyosbánya és Nagyág falvak, valamint Zalatna város által határolva. A területen rendkívül nagy mennyiségben fellelhető nemesfémek a neogén során, vulkanikus tevékenységeknek köszönhetően keletkeztek.
A vidéken már a Római Birodalom idején is folyt az arany kitermelése. Ennek ellenére még mindig itt található Európa legnagyobb arany és ezüst lelőhelye, a felmérések alapján a Verespatak környéki hegyek 300 tonna aranyat és 1600 tonna ezüstöt rejtenek. Az Erdélyi-érchegységből származó ásványmintákból fedezte fel Kitaibel Pál 1778-ban a tellúrt.

## Állatvilága

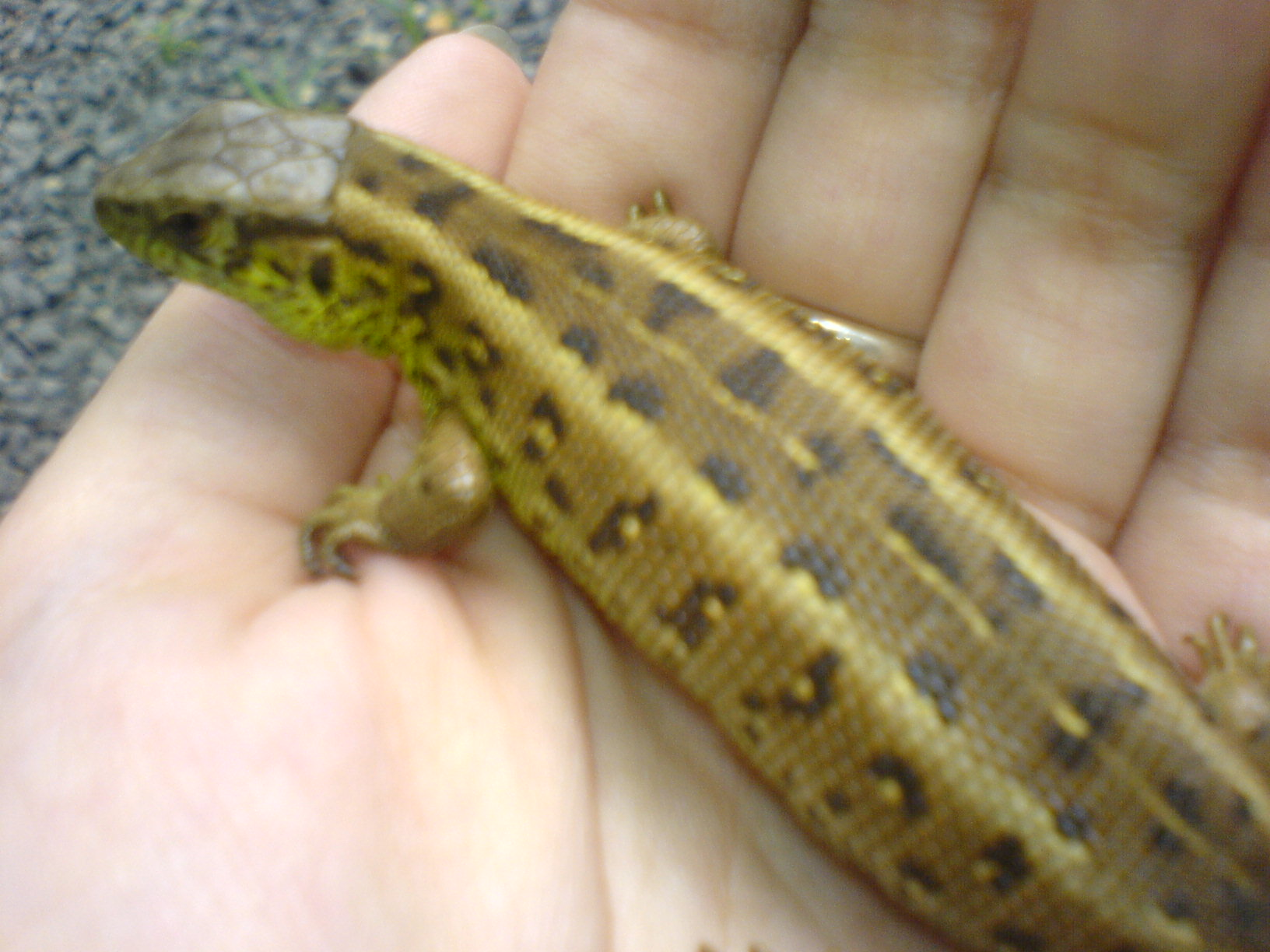
Fürge gyík (Lacerta agilis)
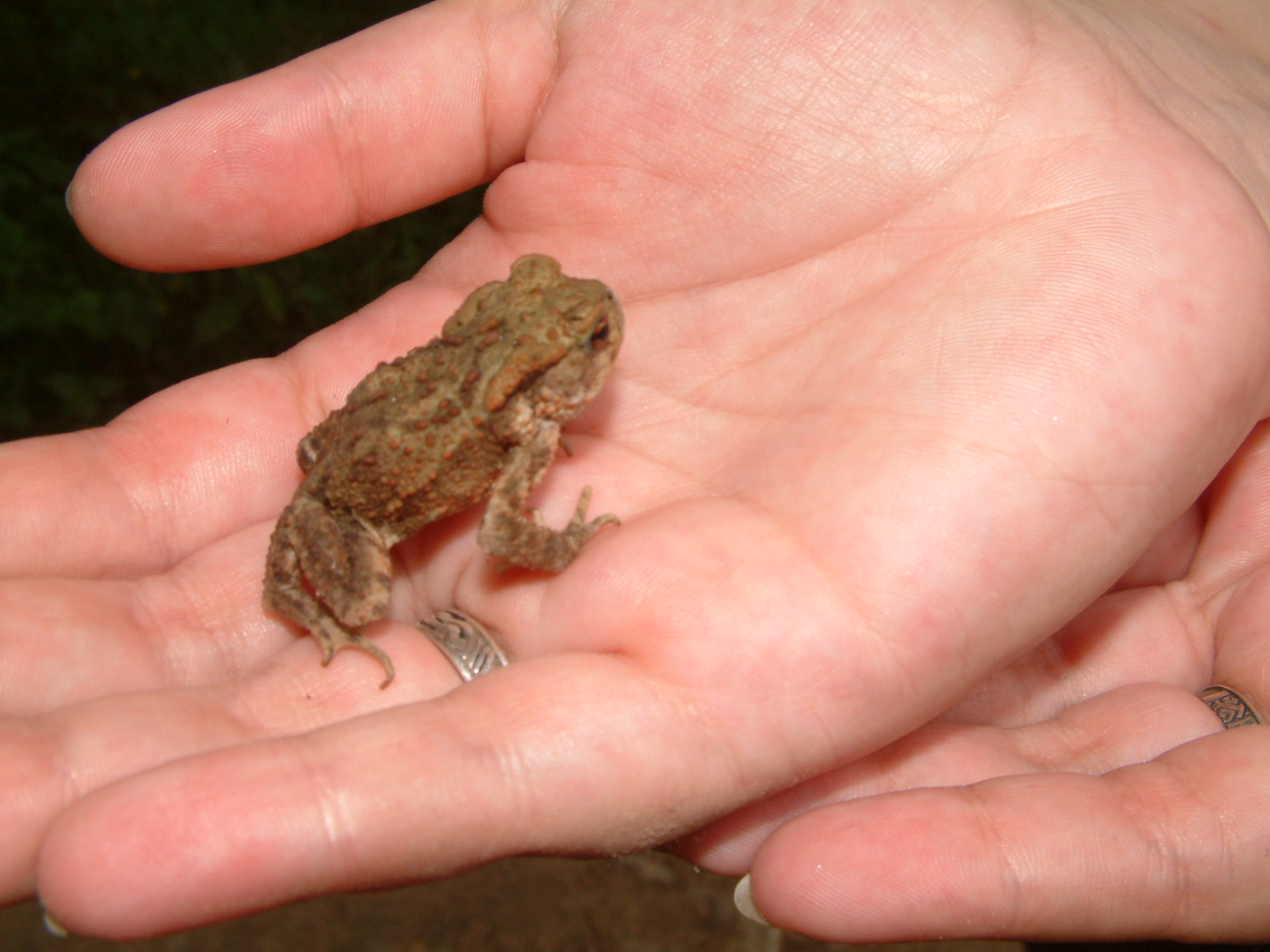
Barna varangy (Bufo bufo)
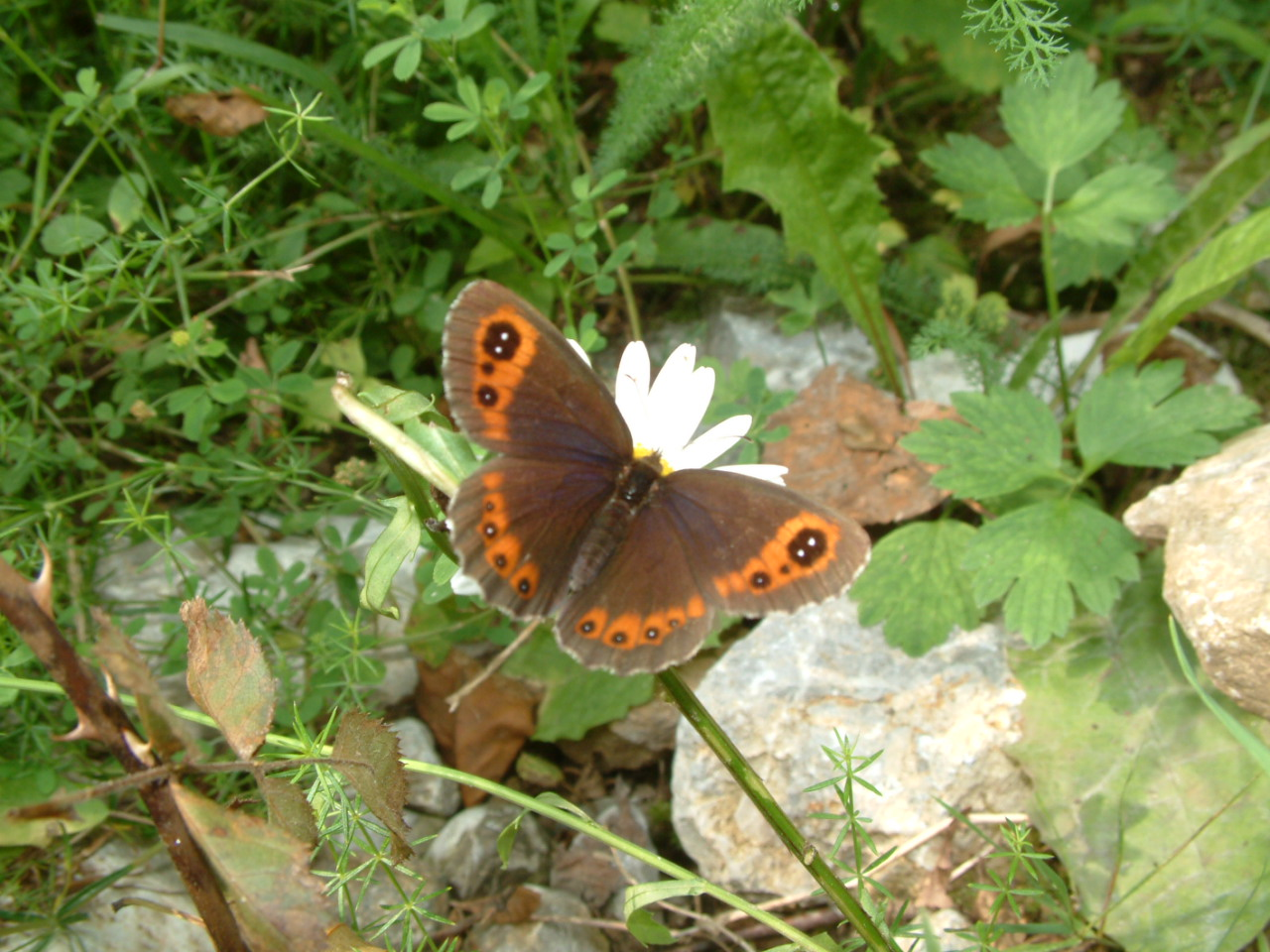
Közönséges szerecsenlepke (Erebia aethiops)
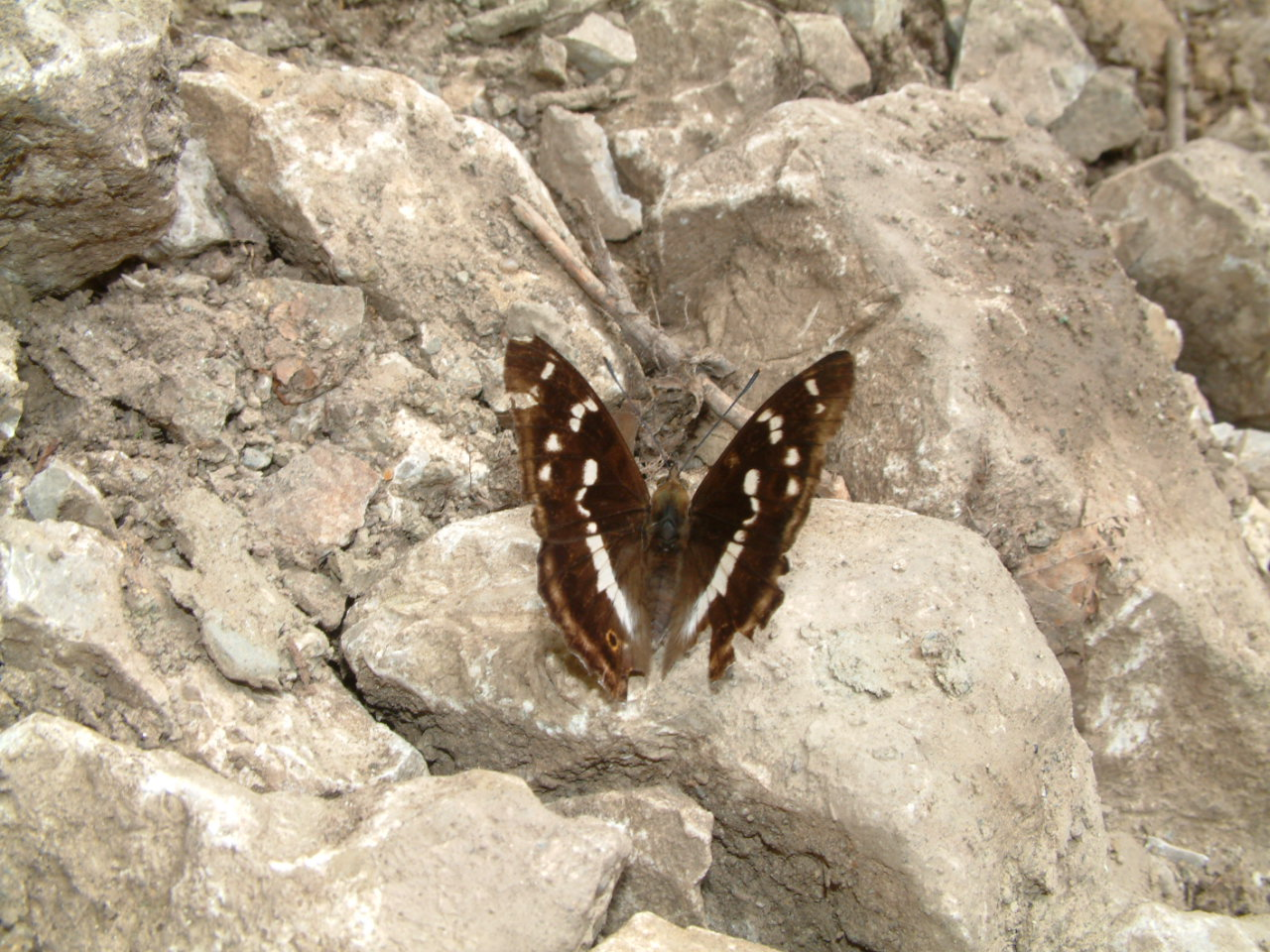
Nagy színjátszólepke (Apatura iris)
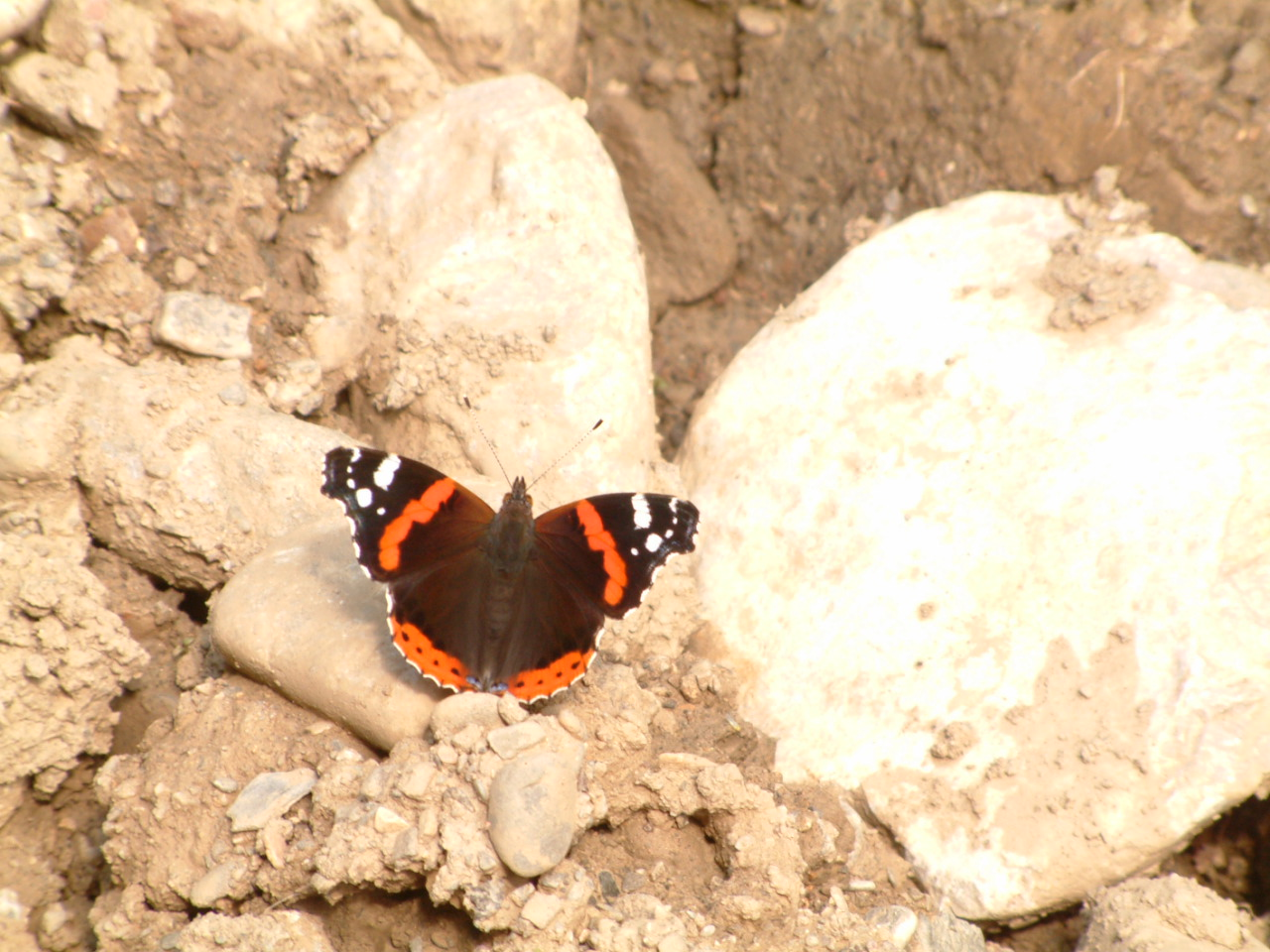
Atalanta-lepke (Vanessa atalanta)
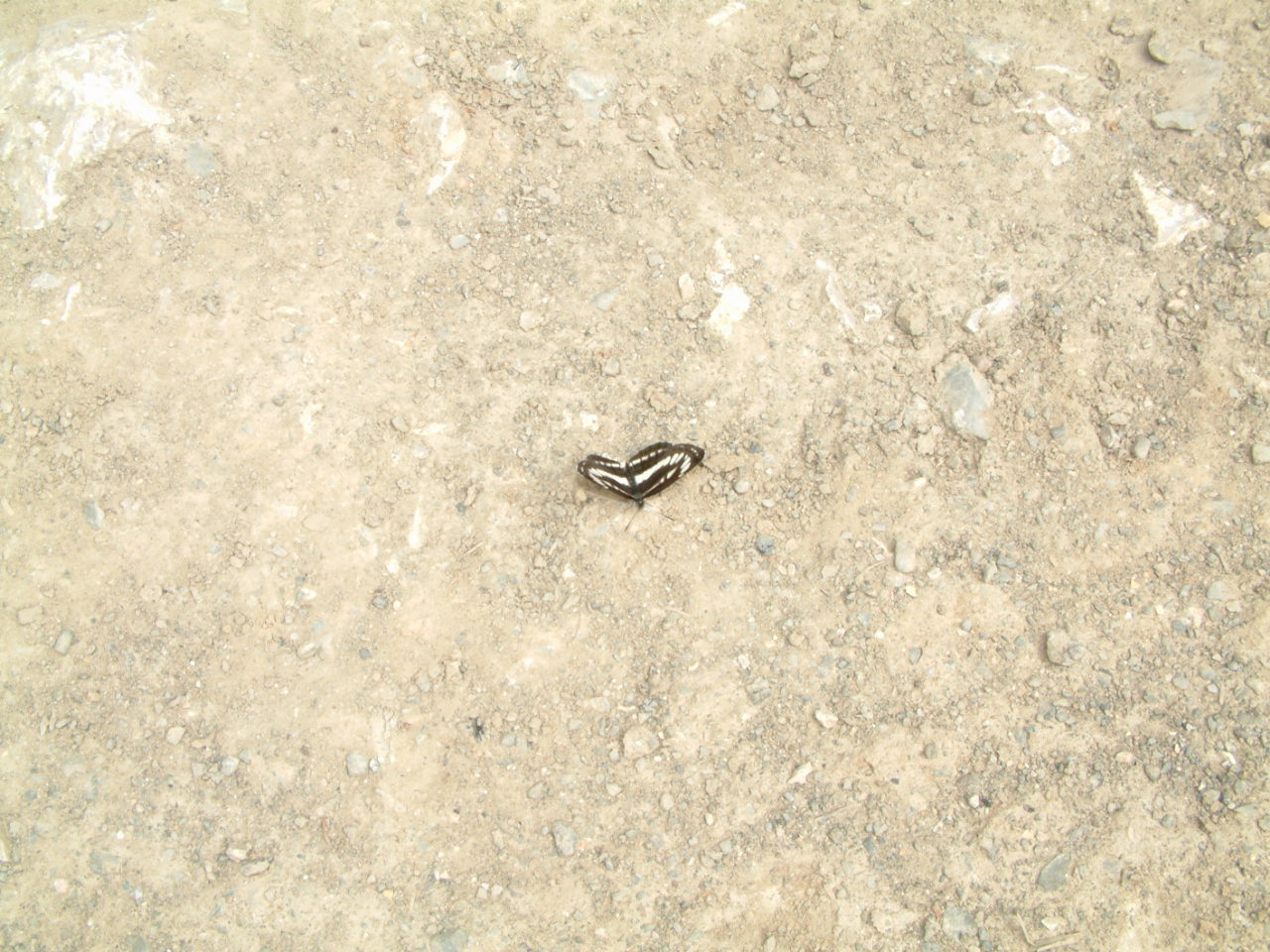
Kis fehérsávoslepke (Neptis sappho)
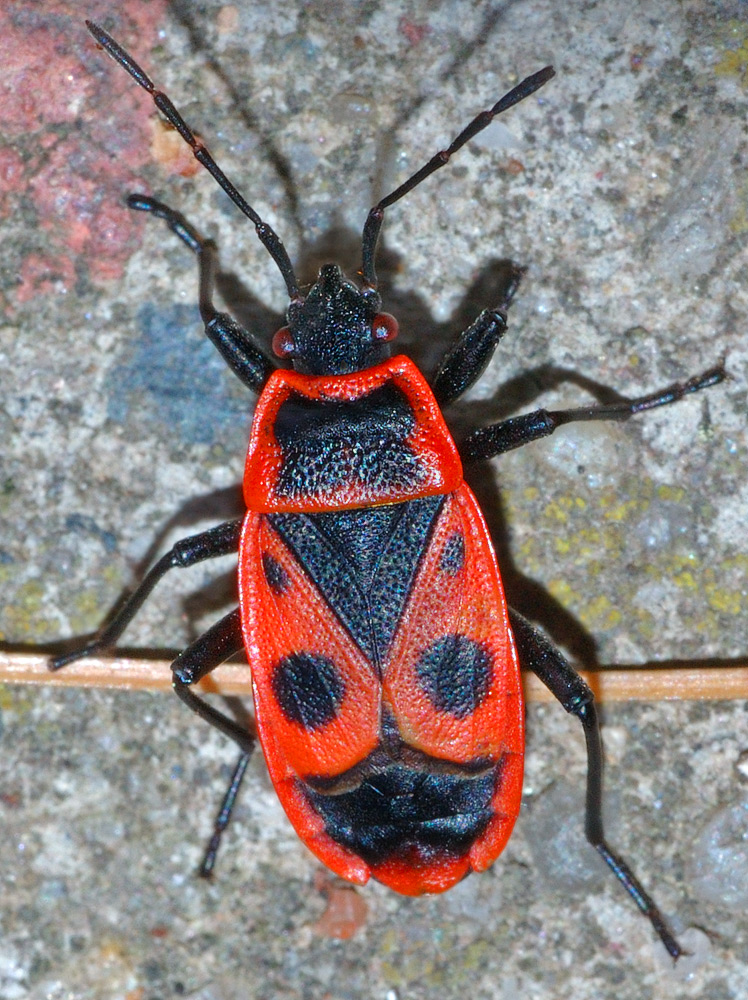
Verőköltő bodobács (Pyrrhocoris apterus)
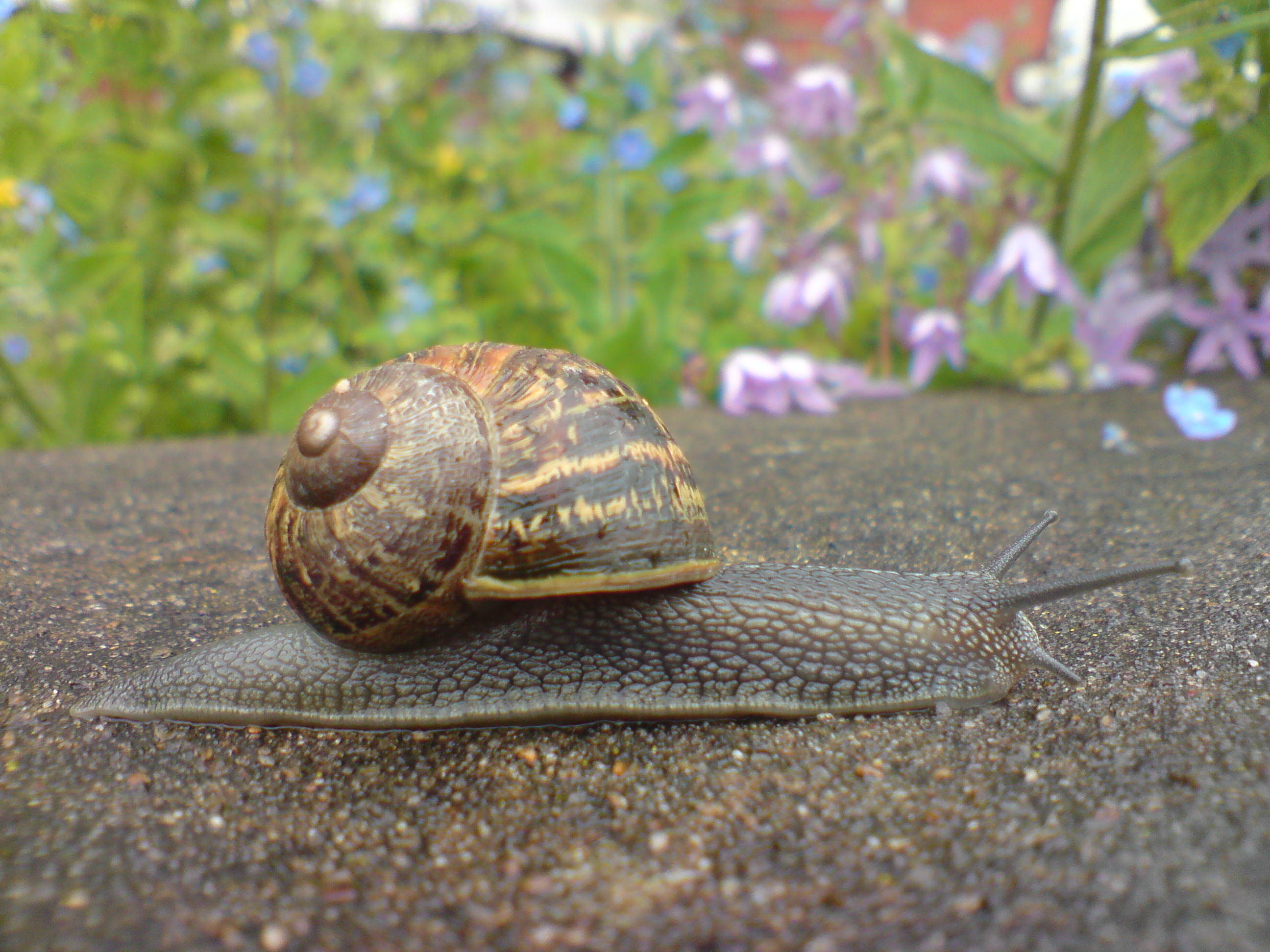
Pettyes éticsiga (Helix aspersa)